# 練戀舞
《練·戀·舞》是一部2009年上映的台灣電影，內容講述一家位於雲林縣西螺鎮的養老院的故事。

## 演員
- 張孝全：劉必然
- 蔡淑臻：吳如萍
- 小戽斗：長伯
- 洪明麗：碧蓮姐
- 田明：唐營長
- 張復健：丁哥
- 呂新發：豆油
- 陳思蓉：何佳
- 吳煥文：院長

## 外部連結
- 電影官方部落格 （页面存档备份，存于）
- Yahoo奇摩電影上《練戀舞》的資料（繁體中文）
- MSN娛樂上《練戀舞》的資料（繁體中文）

- 開眼電影網上《練戀舞》的資料（繁體中文）
- 豆瓣电影上《練戀舞》的資料 （简体中文）
- 时光网上《練戀舞》的資料（简体中文）
- 香港影庫上《練戀舞》的資料（繁體中文）
- 互联网电影数据库（IMDb）上《練戀舞》的资料（英文）